# مانگا (گروه موسیقی)
مانگا (maNga) یک گروه نومتال ترک است. این گروه در مسابقات موزیک ۲۰۰۹ MTV به عنوان بهترین گروه اروپا برگزیده شد و در مسابقات یوروویژن ۲۰۱۰ نیز با ترانه ما یکسان خواهیم شد به نمایندگی از ترکیه شرکت کرده و به مقام دوم دست یافت.

## تاریخچه
تاریخچه تشکیل گروه مانگا به اواخر سال ۲۰۰۱ و به زمانی برمی‌گردد که " یاغمور ساری گول"، ملقب به " یا م یام" از گروهی که با آن همکاری داشت جدا شده و اقدام به تشکیل گروه جدیدی نمود. در این گروه جدید "یام یام"، "راک" را با "موزیک الکترونیک" و "رپ" تلفیق نموده و از نزدیکترین دوست دانشگاهی خود " Orçun Şekerusta" نوازنده گیتار باس برای همکاری در گروه دعوت نمود. اعضای بعدی گروه را " Özgür Can Öney" (طبل)، " اِفه یئلماز" (Turntable) و "فرمان آک گول" (وکالیست) تشکیل دادند. این گروه، " نیو متال" و " هارد کور" را به عنوان سبک موسیقی خود انتخاب کردند.

## اعضا

### فرمان آک گول
اولین آشنایی " فرمان آک گول"، با موسیقی، در ۱۰ – ۹ سالگی و از پیانوی ساده کوچکی شروع شد که خانواده برایش تهیه کرده بود. فرمان که در سال ۱۹۷۹ در آنکارا دیده به جهان گشود تحصیلات خود را در سال ۱۹۹۸ در دانشکده معماری دانشگاه غازی این شهر آغاز نموده و در همین ایام بود که با اولین گروه‌های موسیقی آشنا شده و با آن‌ها به همکاری پرداخت. فرمان که ابتدا به عنوان دی جِیِ " ترن تیبل" وارد گروه "Virgin Pulp" شده بود، بعدها شروع به تک خوانی در گروه نموده و سپس نیز به همکاری با گروه " ۷۰lik" که نوازندگان طبلی چون " Colik " و " Özgür Can Öney" در آن فعالیت داشتند پرداخت. پس از چندین سال همکاری با گروه " ۷۰lik"، به گروه " Seven" که " جم بختیار " نیز گیتاریست آن بود پیوست و سپس چندین سال از دنیای موسیقی دوری گزید. و این مقدمه‌ای بود تا " فرمان" در سال ۲۰۰۱ بنا به دعوت " Özgür" به گروه جدیداً لتأسیس مانگا که هنوز سولیستی نداشت، بپیوندد.

### یاغمور ساری گول
یاغمور در سال ۱۹۷۹ در شهر آنتالیا به دنیا آمدو وی که از دوران تحصیلات ابتدایی آغاز به فراگیری موسیقی نمود، علاوه بر گیتار به یادگیری" پیانو" و " ویولون" نیز پرداخت. یاغمور معروف به " یام یام" تحصیلات موسیقی خود را به ترتیب در کنسرواتوآر دانشگاه " حاجت تپه" در رشته پیانو، دوره پیش دانشگاهی آموزش ویولون در دانشگاه بیلکنت، و در رشته گیتار دبیرستان هنرهای زیبای آناتولی در آنکارا ادامه داده و سپس نیز وارد دانشکده آموزش موسیقی دانشگاه غازی آنکارا در رشته گیتار گردید. یاغمور تا سال ۲۰۰۱ به همکاری با گروه‌های " Laterna" و " ۸/۶" پرداخته و در اواخر سال ۲۰۰۱ همراه با " اورچون شکر اوستا" دوست هم دانشگاهی اش اقدام به تشکیل گروه مانگا نموده و بعدها بین سال‌های ۲۰۰۶ الی ۲۰۰۸ زمانی که آلبوم " Şehr -i- Hüzün" گروه در مرحله ضبط بود، دستیاری تهیه‌کنندگی آلبوم را نیز به عهده گرفت.

### جم بختیار
و اما " جم بختیار" متولد سال ۱۹۷۹ در شهر "دنیزلی " است. اولین گامهای وی در راه تبدیل به یک گیتاریست حرفه‌ای در سال سوم ابتدایی و با هدیه گیتاری از سوی خانواده به عنوان هدیه کارنامه، برداشته شد. " جم " یکسال پس از فارغ التحصیلی از کنسرواتوآر شهرداری دنیزلی و دبیرستان آناتولی دنیزلی، تحصیلات خود را در دانشگاه بیلکنت آنکارا ادامه داده پس از ۳ سال وقفه در موسیقی در گروه " Seven" که " فرمان " نیز وکالیست آن بود، به نوازندگی " باس" پرداخت. " جم " پس از جدا شدنِ " اورچون شکراوستا" نوازنده " باس گیتارِ" مانگا، به این گروه پیوست.

### ازگور جان اونِی
"ازگور" نوازنده طبلِ مانگا در سال ۱۹۸۰ در آنکارا متولد شده و در دوره تحصیلات متوسطه تحت تعلیم " Gürcan Konanç" به نواختن طبل پرداخت. ازگور که فعالیت‌های هنری خود را ضمن همکاری با گروه‌های آماتور در جشن‌های دبیرستانی آغاز نمود، موزیک حرفه‌ای را نیز همزمان با تحصیل در رشته علوم فضایی دانشکده فنی دانشگاه آنکارا، با تأسیس گروه " ۷۰lik" و اجرای برنامه در اماکن تفریحی و جشن‌ها و برگزاری کنسرتها، پیش برد. در این میان با پیوستن به گروه " Deli Gömleği" 2 آلبوم "Demo" ضبط کرده و در فستیوالهای متعددی هنرنمایی کرده و همچنین در زمینه ساخت موزیک رقص برای برخی گروه‌های تئاتر نیز فعالیت نشان داد. آخرین توقفگاه هنری " ازگور" در حال حاضر گروه معروف مانگا است.

### افه ییلماز
و اما زمانیکه صحبت از " Turntable" در گروه مانگا می‌شود، باید از " افه یئلماز " سخن گفت. "افه" در سال ۱۹۷۹ در آنکارا متولد شده و پس از تحصیل در دبیرستان " کوکسال توپتان" و دبیرستان چانکایا، در دانشگاه " South Florida" به تحصیل در رشته کامپیوتر پرداخت. وی پس از برگشت به ترکیه نیز وارد رشته مدیریت دانشگاه آناتولی گردید. " افه " که با نواختن طبل به دنیای موسیقی وارد شده بود، سال‌هاست که به عنوان DJ در کنار ِ" turntable"ِ مانگا، با مهارت خود، مکمل موزیک این گروه شده‌است.

## جوایز گروه مانگا
سال ۲۰۰۲:
- مقام دوم در مسابقه "Sing your Song"
-یاغمور ساری گول در سال ۲۰۰۲ شایسته دریافت جایزه بهترین موزیسین گردید
سال ۲۰۰۵:
-دریافت جایزه" POPSAV"
-انتخاب به عنوان بهترین گروه راک
-انتخاب به عنوان داشتن بهترین ویدئو
- جایزه پروانه طلایی روزنامه حریت
- چهار بار انتخاب به عنوان بهترین موزیک سال
سال ۲۰۰۶:
-جایزه صفحه طلایی برای ارائه پرفروشترین آلبوم سال
-انتخاب به عنوان بهترین گروه از سوی مجله" Our Future"
-انتخاب به عنوان بهترین گروه از سوی" Jetix TV"
-دریافت جایزه اسکار "بیاض Show" بخاطر بهترین اجرا
-دریافت جایزه فرهنگی هنری "کمال سونال" به عنوان بهترین گروه سال
-دریافت جایزه "POPSAV "بعنوان بهترین گروه راک و گروه آلترناتیو و دریافت جایزه
-بهترین "کلیپ" بخاطر ترانه " بیر کادن چیزجکسین"
سال ۲۰۰۷:
-انتخاب از سوی رادیو " بغاز ایچی" به عنوان ارائه بهترین کلیپ انیمیشن برای ترانه " یالان"
-انتخاب برای بهترین گروه و بهترین کلیپ بخاطر ترانه " بیر کادن چیزجکسین" از سوی "کانال ترک"
-جایزه بهترین گروه از سوی دانشگاه فنی ییلدز
سال ۲۰۰۹:
انتخاب به عنوان بهترین گروه هنرمند ترک از سوی کانال تلویزیونی" MTV"